# Niebieszczany (gromada)
Niebieszczany – dawna gromada, czyli najmniejsza jednostka podziału terytorialnego Polskiej Rzeczypospolitej Ludowej w latach 1954–1972.
Gromady, z gromadzkimi radami narodowymi (GRN) jako organami władzy najniższego stopnia na wsi, funkcjonowały od reformy reorganizującej administrację wiejską przeprowadzonej jesienią 1954 do momentu ich zniesienia z dniem 1 stycznia 1973, tym samym wypierając organizację gminną w latach 1954–1972.
Gromadę Niebieszczany z siedzibą GRN w Niebieszczanach utworzono – jako jedną z 8759 gromad na obszarze Polski – w powiecie sanockim w woj. rzeszowskim na mocy uchwały nr 33/54 WRN w Rzeszowie z dnia 5 października 1954. W skład jednostki weszły obszary dotychczasowych gromad Niebieszczany, Ratnawica i Bełchówka ze zniesionej gminy Bukowsko w tymże powiecie. Dla gromady ustalono 18 członków gromadzkiej rady narodowej.
1 stycznia 1969 do gromady Niebieszczany włączono obszar zniesionej gromady Poraż w tymże powiecie; z gromady Niebieszczany wyłączono natomiast wieś Mokre, włączając ją do gromady Szczawne tamże.
W 1971 roku gromada Niebieszczany liczyła 3445 mieszkańców, zamieszkujących miejscowości: Bełchówka (0), Morochów (254), Niebieszczany (1991), Poraż (1186), Ratnawica (14) i Zawadka Morochowska (0).
1 listopada 1972, w związku ze zniesieniem powiatu sanockiego, gromada weszła w skład nowo utworzonego powiatu bieszczadzkiego w tymże województwie.
Gromada przetrwała do końca 1972 roku, czyli do kolejnej reformy gminnej.